# Астролябія

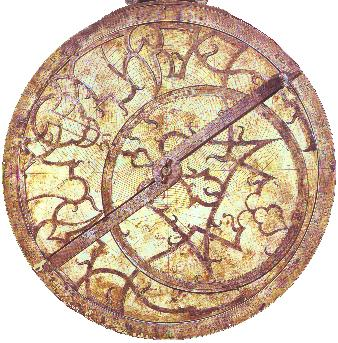
Астролябія XVI століття

Астроля́бія (лат. astrolabium від грец. ἄστρον) — кутовимірювальний прилад, яким до XVIII століття користувались для визначення широти і довготи в астрономії та навігації.
В певному сенсі астролябія є дуже давнім астрономічним комп'ютером, створеним для вирішення задач, пов'язаних з розрахунком часу і позиції Сонця та зірок на небосхилі. Існувало декілька типів астролябій. І досі користуються найпопулярнішим видом — планісферною астролябією, на якій небесна сфера проектується на площину екватора.

## Історія
Античність
Астролябія вперше з'явилася у стародавній Греції в  елліністичний період в 150 році до н. е.. Її винайдення часто приписують Гіппарху. Фактично астролябія є поєднанням планісфери і діоптра і була досить ефективним інструментом для розрахунків. Вона стала тогочасним своєрідним аналогом калькулятора, який дозволяв вирішувати багато задач сферичної астрономії. Теон з Александрії написав детальний трактат про астролябію. Деякі дослідники вважають, що Птолемей лише використав астролябію для своїх астрономічних досліджень, описаних в «Тетрабіблос» («Чотири книги»).
Астролябія використовувалася греками до візантійського періоду. Приблизно в 550 році н. е. християнський філософ Іоанн Філопон написав трактат про астролябію грецькою мовою, що є найдавнішим збереженим трактатом про цей інструмент. В середині VII століття Северус Себокхт (Severus Sebokht), єпископ, який жив у Месопотамії, також написав трактат про астролябію сирійською мовою. Северус Себокхт у своїй вступній частині трактату пише про латунну астролябію, вказуючи на те, що металеві астролябії були відомі на християнському Сході задовго до того, як були розроблені в ісламському світі або на Заході.
Середньовіччя
Пізніше астролябії розвивалися в середньовічному ісламському світі, де мусульманські астрономи розробили кутову шкалу, додавши кути, які ідентифікували азимут на горизонті. Це було поширене мусульманським світом для потеб навігації і як спосіб віднайти напрям до Мекки. Мухамед аль-Фазарі вважається автором першої астролябії в ісламському світі.
Математична основа була викладена мусульманським астрономом Альбатеном в його викладі Кітаб аз-Ціж, який перекладений на латину Платоном Тибуртінійським (De Motu Stellarum)
В ісламському світі астролябії використовувалися, щоб визначати час заходу і сходу сонця, адже це допомагало спланувати ранкові молитви (Салят). В X столітті, аль-Суфі перший описав близько 1000 різних використань астролябії, в таких різних сферах, як астрономія, астрологія, навігація, час, Салят і т.д
Сферична астролябія була варіацією астролябії і армілярної сфери (глобусу), винайденої в Середні віки астрономами і винахідниками Ісламського світу. Перший опис сферичної астролябії приписується Аль-Найрізі (892—902 рр.). В XII ст. Шафар аль-Дін аль-Тусі винайшов лінійну астролябію.
Перша залізна астролябія в Західній Європі є астролябією Дестомба. Вона була зробленна з латуні в 10ст. в Іспанії. Вони були важчі, ніж дерев'яні і ними було важко орієнтуватися. Але вони були точніші..

## Найдавніша астролябія, виявлена у наші часи

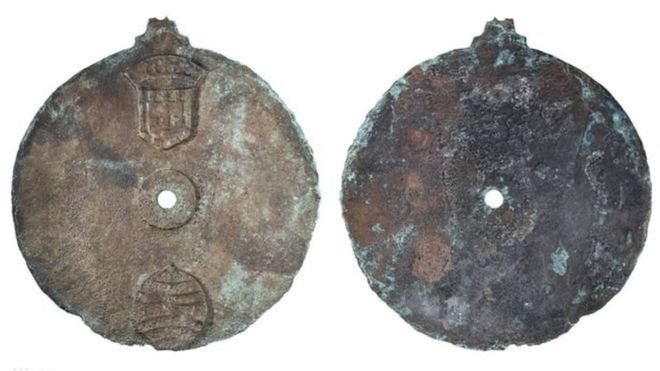
Цю астролябію знайшли на борту корабля, що затонув в Індійському океані у 1503-му році.

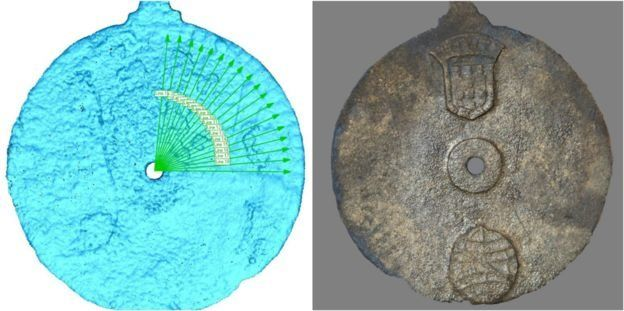
Ці поділки дозволяли морякам встановлювати висоту сонця над горизонтом опівдні і визначати у такий спосіб, де їхній корабель.

У жовтні 2017-го експедиція компанії Blue Water Recoveries, що досліджує затонулі кораблі, виявила прилад, виготовлення якого датується між 1495 і 1500 роками. Цю астролябію знайшли на кораблі «Есмеральда» у складі флотилії Васко да Гами, уламки якого виявили біля узбережжя Оману. Корабель затонув в 1503 році під час шторму.
Діаметр виявленої астролябії складає 17,5 см, а товщина — менше двох міліметрів.

Експедицію компанії Blue Water Recoveries очолював Девід Мернс — дослідник і автор книги «Мисливець за корабельними аваріями»:
«Це велика честь — знайти щось таке ж рідкісне та важливе з точки зору історії. Щось, що археологи вивчатимуть, аби заповнити прогалини».
«Вона була не схожа ні на що з того, що ми знаходили раніше, і я відразу зрозумів, що це якийсь дуже важливий прилад, бо на ньому було видно дві емблеми».
"Одну з них я упізнав одразу, це був герб Португалії [того часу]… Друга, як з'ясувалося пізніше, була персональною емблемою Мануела I, який тоді був королем Португалії, " — каже пан Мернс.
Дослідники відразу припустили, що знайдений ними артефакт — астролябія, але не могли знайти на ній ніяких позначок, які використовували для визначення місцезнаходження судна. Відмітки знайшли пізніше, під час більш ретельного вивчення.
Лазерне сканування, яке провели вчені з Уорікського університету, показало, що на краю диска було градуювання із розподілами, що відступали один від одного на п'ять градусів.
Астролябії — досить рідкісна знахідка, яку можна виявити у затонулих кораблях. Прилад, що знайшла експедиція пана Мернса стала 108-ю в історії досліджень.

## Складові частини астролябії

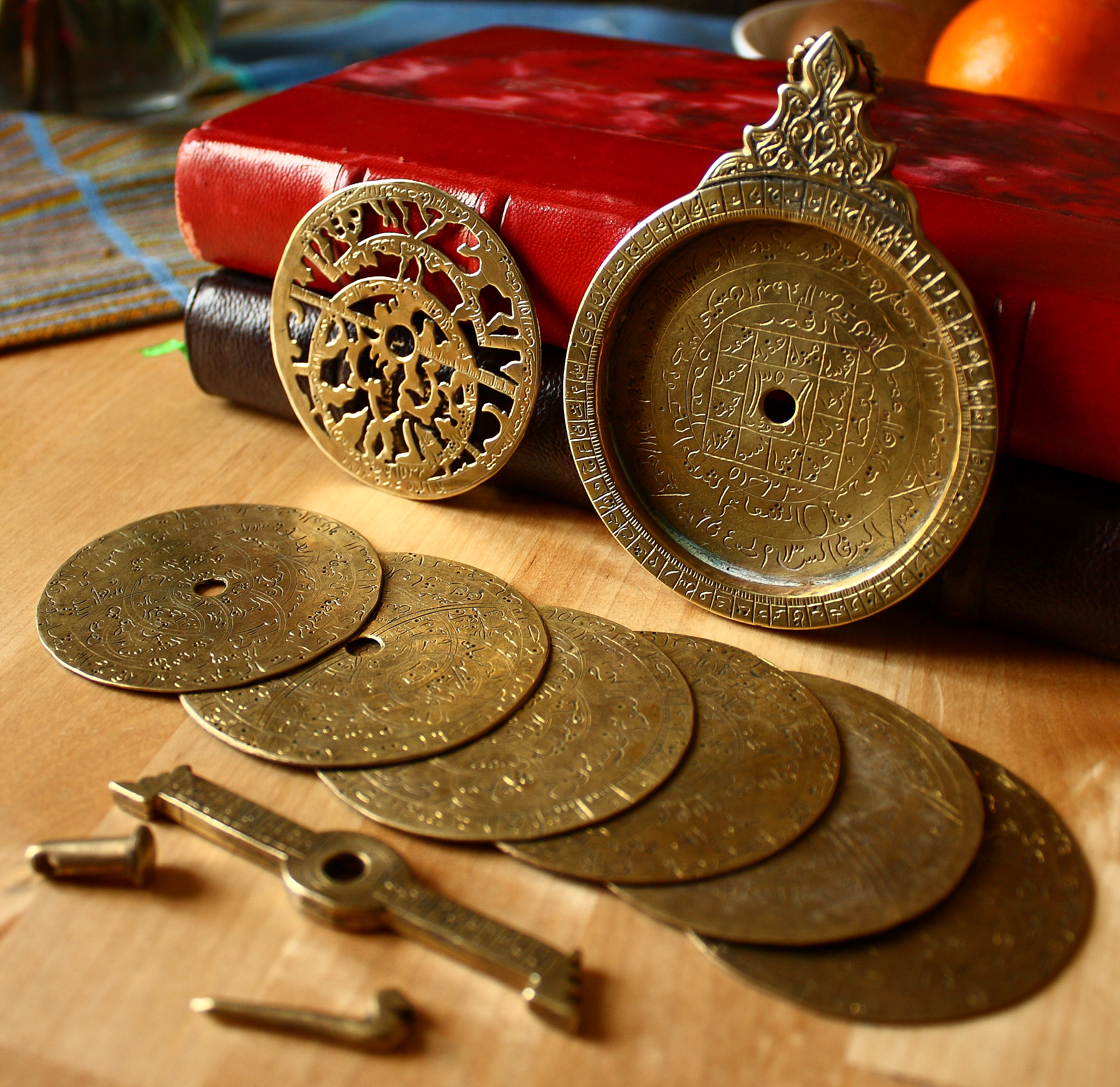
Розібрана астролябія виготовлена в XVIII столітті

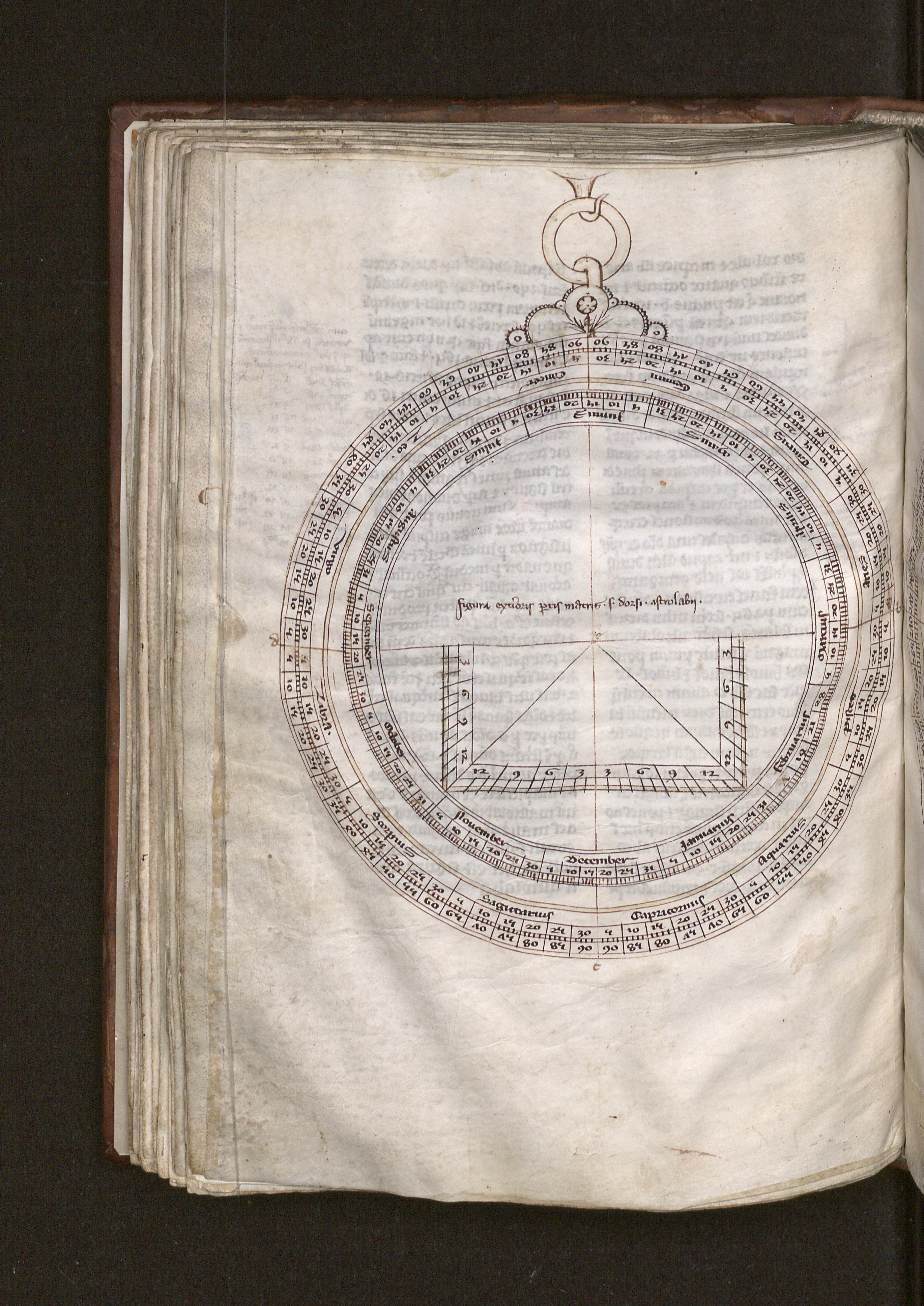
Астролябія маша'Аллах. Шкала на зворотній стороні астролябії.

### Таріль і пластини
Основна частина інструменту зазвичай мала латунний диск завтовшки приблизно 6 мм і 15 см в діаметрі, що мав отвір в центрі і міг вмістити набір з декількох тонких латунних пластин. На кільце довколу диску (лімб) наносилися відмітки для визначення часу, які розділяли коло на 24 години, з півднем на верхній частині і північчю на нижній частині. В середину порожнистої області диску (який ще називався матір, матер латинською) вкладалися пластинки, які називалися клімати або тимпани, з вигравіюваними колами висоти та азимуту для місцевої широти. Старі інструменти мали в складі декілька пластин, гравіюваних з обох боків так, що інструмент можна було використовувати в різних широтах. З готовим інструментом можна було використовувати пластини, розроблені спеціально для конкретної місцевості, просто вкладаючи в нього нову пластинку.

### Сітка
Над пластинами встановлювався диск, який через свою схожість до павутини називалася «павук». Він мав ажурні візерунки, так щоб можна було бачити тарілку під ним. На ньому відмічалися найяскравіші і найвідоміші з нерухомих зірок з зазначенням їх назв. Також на ньому містилося коло, яке показує проєкцію річного руху Сонця на небі (екліптика). Екліптичне коло поділялося на секції в 30 градусів, на яких позначалися символи зодіаку. Решітка оберталася довкола у відповідності із денним обертанням зірок на небі. Поверх сітки «павука» кріпилася спеціальна лінійка, подібна до стрілок годинника, заточена на кінцях, яка мала довжину, рівну діаметру тарілки. Всі ці деталі закріплювалися за допомогою спеціального цвяшка так, щоб вони не розпадалися. В центрі кожної тарілки і деталі містилися для цього отвори однакового діаметра. Цвяшок закріплювався клином, виконаним у вигляді голови коня (гвинти ще не були винайдені). Центр астролябії, де закріплювався цвяшок, збігався з точкою проєкції північного полюсу, тобто полюсом світу.

### Підвіска
Інструмент був закріплений на шнурі, прикріпленому за кільце, розташованому у верхній частині астролябії для виконання вимірювань положення Сонця або зірок. Цей механізм підвіски в європейських інструментах називався арміла.

### Зворотня сторона
На зворотному боці інструменту наносили гравіювання з різноманітними видами шкали, які відрізнялися в залежності від того, де була виготовлена астролябія. Всі астролябії мали шкалу для вимірювання кутів і шкалу для визначення положення Сонця для будь-якої дати. Майже всі астролябії, виготовлені в Європі, а також арабські, мали шкалу для розв'язання простих тригонометричних задач, яка називалася квадрат тіней (див. Гномон). Для визначення часу молитов в ісламських астролябіях користувалися ще й шкалою котангенсів. Ісламські астролябії також мали шкалу для визначення напряму до Мекки (Кібла), математичну шкалу синусів косинусів чи астрологічну інформацію. Європейські інструменти часто мали шкалу для перерахунку між нерівними (планетарними) годинами і рівними годинами. На зворотній стороні кожної астролябії була алідада, для вимірювання висоти небесних тіл.

## Застосування астролябії
За допомогою астролябії можна:
- Перераховувати небесні (сферичні) координати зірок і Сонця в горизонтальні (тобто визначати їх висоти і азимути);
- Орієнтуватися на місцевості і знаходити напрями на різні міста
- Визначати годину доби і зоряний час;
- Визначати час сходження і захід небесних світил, зокрема початок і закінчення дня.
- Спостерігаючи за зорями і Сонцем через спеціальний візир, визначати географічну широту місцевості, вимірюючи висоту Сонця опівдні.
- Обчислювати тригонометричні функції (синуси, косинуси, тангенси і котангенси);
- Здійснювати перетворення між трьома системами координат небесних тіл: екваторіальними (пряме сходження і нахил), екліптичними (широта і довгота) і горизонтальними (азимут і висота).